# Червонкув
Червонкув (пол. Czerwonków, нім. Tschirmkau) — село в Польщі, у гміні Баборув Ґлубчицького повіту Опольського воєводства.
Населення — 331 особа (2011).

## Демографія
Демографічна структура станом на 31 березня 2011 року:
|          | Загалом | Допрацездатний вік | Працездатний вік | Постпрацездатний вік |
| -------- | ------- | ------------------ | ---------------- | -------------------- |
| Чоловіки | 169     | 33                 | 116              | 20                   |
| Жінки    | 162     | 27                 | 99               | 36                   |
| Разом    | 331     | 60                 | 215              | 56                   |